# Mark Jamieson
Pour les articles homonymes, voir Jamieson.
Mark Jamieson (né le 4 mai 1984 à Dandenong (en)) est un coureur cycliste australien. Spécialiste de la piste, il a notamment été champion du monde de poursuite par équipes avec l'équipe d'Australie en 2006 à Bordeaux.

## Palmarès sur piste

### Championnats du monde
- Los Angeles 2005
  -  Médaillé de bronze de la poursuite par équipes
- Bordeaux 2006
  -  Champion du monde de poursuite par équipes (avec Peter Dawson, Matthew Goss et Stephen Wooldridge)
- Manchester 2008
  -  Médaillé de bronze de la poursuite par équipes

### Championnats du monde juniors
- 2002
  -  Champion du monde de poursuite juniors
  -  Médaillé d'argent de la poursuite par équipes juniors

### Coupe du monde
- 2003
  - 1er de la poursuite à Sydney
  - 3e de la poursuite par équipes à Sydney
  - 3e de la poursuite par équipes au Cap
- 2005-2006
  - 1er de la poursuite par équipes à Moscou (avec Peter Dawson, Matthew Goss, Ashley Hutchinson)
  - 2e de la poursuite à Moscou
- 2007-2008
  - 1er de la poursuite par équipes à Los Angeles (avec Jack Bobridge, Bradley McGee, Peter Dawson)
  - 3e de la poursuite par équipes à Sydney
- 2008-2009
  - 1er de la poursuite par équipes à Melbourne (avec Jack Bobridge, Rohan Dennis et Luke Durbridge)
  - 1er de la poursuite par équipes à Pékin (avec Glenn O'Shea, Rohan Dennis et Leigh Howard)

### Jeux du Commonwealth
- Melbourne 2006
  -  Médaillé d'argent de la poursuite par équipes

### Championnats d'Europe
- 2007
  -  Médaillé d'argent de la poursuite

### Championnats d'Océanie
| Édition / Épreuve | Poursuite individuelle | Poursuite par équipes                                     | Scratch | Américaine                |
| 2003              | Or                     |                                                           |         |                           |
| 2004-1            | Or                     | Argent                                                    | Bronze  | Or (avec Richard England) |
| 2006              | Argent                 |                                                           |         |                           |
| 2007              | Argent                 | Or (avec Cameron Meyer, Travis Meyer et Phillip Thuaux)   |         |                           |
| 2008              | Argent                 | Or (avec Jack Bobridge, Rohan Dennis et Zakkari Dempster) |         |                           |

### Championnats d'Australie
- 2003
  -  Champion d'Australie de poursuite
- 2005
  -  Champion d'Australie de poursuite
  -  Champion d'Australie de poursuite par équipes (avec Nathan Clarke, Matthew Goss et Stephen Rossendell)
- 2006
  -  Champion d'Australie de poursuite
  -  Champion d'Australie de poursuite par équipes (avec Nathan Clarke, Matthew Goss et Stephen Rossendell)
- 2008
  -  Champion d'Australie de poursuite
  - 2e de la course aux points
  - 3e de la poursuite par équipes

## Palmarès sur route

### Par années
- 2002
  - Keizer der Juniores :
    - Classement général
    - 1re et 2e (contre-la-montre) étapes

  -  Médaillé d'argent du championnat du monde du contre-la-montre juniors
- 2003
  - Launceston to Ross Classic
  - 2e du championnat d'Australie du contre-la-montre espoirs
- 2004
  -  Champion d'Australie du contre-la-montre espoirs
- 2005
  -  Champion d'Australie du contre-la-montre espoirs
  - 2e (contre-la-montre) et 3e étapes du Cabri Tour
- 2006
  - 2e du championnat d'Australie du contre-la-montre espoirs
- 2007
  - 7e et 9e étapes du Tour of the Murray River
- 2011
  - 1re étape du Tour de Tasmanie (contre-la-montre par équipes)
  - Grafton to Inverell Classic
- 2013
  - 3e étape du National Capital Tour

### Classements mondiaux
| Année            | 2005 | 2006  | 2007 | 2008 | 2009 | 2010 | 2011 |
| ---------------- | ---- | ----- | ---- | ---- | ---- | ---- | ---- |
| UCI Europe Tour  |      | 1093e |      |      |      |      |      |
| UCI Oceania Tour | 28e  | 74e   | 82e  |      |      |      | 28e  |

## Condamnations
Le 15 février 2010, Jamieson comparaît devant le tribunal du district d’Australie-Méridionale pour de multiples accusations de relations sexuelles avec des mineurs et a plaidé coupable à quatre chefs d’accusation de rapports sexuels illégaux avec une jeune fille de 15 ans et à un chef d’attentat à la pudeur avec une fille de moins de 16 ans. Les accusations portaient sur une conduite présumée à Adélaïde entre novembre 2008 et janvier 2009. Il a été condamné à une peine avec sursis pour ces infractions,.